# Samba Traoré
Samba Traoré es una película del año 1992.

## Sinopsis
Dos hombres asaltan una gasolinera en plena noche. Uno de ellos muere. El otro, Samba, huye con un maletín lleno de billetes. Regresa a su pueblo con el dinero y empieza una nueva vida. Abre un bar, se casa. Pero no consigue olvidar lo que hizo. Siempre teme que la policía dé con él, y sus vecinos sospechan de su pasado. ¿Tan fácil resulta olvidar un pasado turbio y volver a una vida normal?

## Premios
- Festival de Berlín 1993